# ستار سولدر
ستار سولدر (بالإنجليزية: Star Soldier‎؛ باليابانية: スターソルジャー) ، هي لعبة فيديو من نوع شوتم أب أنتجت سنة 1986، طورتها شركة
هادسن سوفت اليابانية ونشرت على عدة أنظمة ألعاب الفيديو والهواتف المحمولة.